# ウズラタマキビ
ウズラタマキビ Littoraria (Littorinopsis) scabra は、タマキビ科 Littorinidae に属し、沖縄など熱帯の水面上でくらす巻貝である。

## 形態
貝殻はタマキビに比べると縦長の円錐形。約3cm以下でタマキビ科の中ではやや大型。細い螺肋に黒褐色と象牙色の模様がある。

## 生態
他の新生腹足類と同様に、雌雄の別があり交尾して繁殖する。Littoraria属のうち本種が含まれるLittorinopsis亜属は卵胎生で、出産のとき満ち潮のタイミングで水面へ降りて幼生を産む。同じ亜属のイロタマキビ Littoraria pallescensはヤエヤマヒルギなどの葉上の本種よりも高い位置でくらす。本種に似て殻の色彩がやや明るい色のヒメウズラタマキビLittoraria intermedia は逆に本種よりも低い位置で生活し、潮の干満に応じて上下に移動する。

## 分布
インド西太平洋に分布し、マングローブ（セイシボク属のシマシラキなど）の幹や枝葉の上や高潮帯の岩礁上でくらす。 